# Сенокосци
Сенокосците (Opiliones) са разред паякообразни, често срещани в България. Наброяват над 6400 вида, класифицирани в 4 подразреда. Някои живеят в жилищата на човека. Полезни са, защото се хранят с различни насекоми. Характерни са дългите им крака, които лесно се откъсват сами при опит да ги хванат. Макар и откъснати, краката на сенокосците продължават да се движат. Сенокосците са предимно хищници, но някои видове са всеядни. Много представители имат крака, 10 пъти по-дълги от тялото.